# Rationale Rekonstruktion
Die rationale Rekonstruktion (auch: Rekonstruktion) ist eine Methode der empirisch-analytischen Wissenschaftstheorie. Dieser metatheoretische Untersuchungsansatz will durch eine logische Analyse und axiomatisierte Beschreibung eine Theorie durch einen Nachvollzug transparent machen.

## Postulate der Rekonstruktion
Bei der Entwicklung von Theorien sind aus Sicht des empirisch-analytischen Wissenschaftsverständnisses vier Postulate einzuhalten:
1. Rationalität: Theorien und die Theoriebildung müssen den Gesetzen der Logik folgen.
2. Allgemeingültigkeit: Theorien müssen allgemeingültige Aussagen über einen Realitätsbereich machen.
3. Wertfreiheit: Wissenschaftliche Theorien dürfen nur wertfreie Aussagen enthalten bzw. Aussagesysteme sein, die keine normativen Aussagekalküle enthalten.
4. Nachprüfbarkeit: Jede wissenschaftliche Theorie muss an der Wirklichkeit (intersubjektiv) nachprüfbar sein.

Dennoch – und das betont Wolfgang Stegmüller in seiner Auseinandersetzung mit dem Begriff und der Vorgehensweise der rationalen Rekonstruktion – muss die deskriptive Komponente der rationalen Rekonstruktion mit einer normativen Komponente ergänzt werden: Das Ziel der Rekonstruktion ist nämlich nicht die Beschreibung der tatsächlichen Struktur der Theorie, sondern die Darstellung dessen, wie diese Struktur sein sollte, wenn sie den a-priori-Prinzipien der Rationalität entsprechen würde.

## Das Ziel der Rekonstruktion
Das Ziel der Rekonstruktion besteht – dem strukturalistischen Theorienkonzept folgend – in erster Linie darin, eine allgemeine und anschauliche Formel zur Darstellung der in den Publikationen der Wissenschaftler gegebenen empirischen Aussagen und ihrer logischen Verhältnisse zu schaffen, also ihre logisch-formale Struktur herauszuarbeiten.
Joseph D. Sneed definiert die rationale Rekonstruktion wie folgt: “with this intuitions about the empirical claims of the theory and the logical relations among them as our starting point, we would like to produce some comprehensive and perspicuous form for exhibiting the claims of this theory and their logical relations. Let us call this a logical reconstruction of the theory, and the activity of attempting to produce it logical reconstruction.”
Diese Zielsetzung impliziert, dass die rationale Rekonstruktion nicht darauf ausgerichtet ist, eine historisch getreue Darstellung dessen, was die betreffenden Autoren gedacht haben, wiederzugeben. Vielmehr wird die Methode dazu verwendet, die untersuchten Theorien und Argumentationen im Hinblick auf gegenwärtige Rationalitätsstandards und das zwischenzeitlich erworbene Wissen zu verbessern. Aufgrund dieser Tatsache zeichnet sich die rationale Rekonstruktion als eine Art von Textinterpretation insbesondere dadurch aus, dass sie in ihren Resultaten vom Inhalt des interpretierten Textes abweichen oder ihn sogar ergänzen kann.
Traditionellerweise wird bei der rationalen Rekonstruktion eines Untersuchungsgegenstandes das Folgende exakt bestimmt:
- zentrale Begrifflichkeiten,
- Aufbau und logische Struktur,
- Kernaussagen und zentrale Zusammenhänge,
- sprachliche Präzision sowie
- empirische Basis.

Eine exakte Bestimmung erlaubt es, auch Bewertungen hinsichtlich des wissenschaftstheoretischen Status eines Untersuchungsgegenstandes anstellen zu können.
Beispiel: Mängel der Argumentation werden bspw. durch vom Autor nicht aufgeführte Prämissen ausgeglichen, Begriffe und begriffliche Unterscheidungen, die der Autor nicht kannte, werden benutzt und Theorien werden möglicherweise konsistenter dargestellt, als sie es ursprünglich waren.

## Prinzipien der rationalen Rekonstruktion
Die rationale Rekonstruktion geht im Wesentlichen von drei Prinzipien aus:
1. Similarität,
2. Präzision und
3. Konsistenz.

### Similarität
Das Prinzip der Similarität basiert auf der Relation der logischen Gleichheit und bezieht sich somit auf die Ununterscheidbarkeit von Aussagen aus einem wohlbestimmten Bereich von Aussagen. Für das wissenschaftstheoretische Verfahren der rationalen Rekonstruktion hat dieses Prinzip zur Folge, dass die aus einem Text extrahierte Theorie so reproduziert bzw. dargestellt werden muss, dass ein Einklang mit den Grundideen des Autors gewahrt bleibt. In Anlehnung an Stegmüller ist es diesbezüglich unabdingbar, konstruktive Tätigkeit und historische Methode miteinander zu verbinden: Vor diesem Hintergrund verlangt das Prinzip der Similarität also, dass man die Begriffs- und Problementwicklungen des Autors untersucht sowie ggf. die entsprechenden (wissenschafts-)geschichtlichen Hintergründe in Betracht zieht. Auf der Basis dieser Anforderungen muss aus der rationalen Rekonstruktion demzufolge die Grundidee des Autors erkennbar werden, indem der Text aus dessen Sichtweise rekonstruiert wird.

### Präzision
Eine fundamentale Anforderung an die Wissenschaftssprache im Allgemeinen – und damit auch an die rationale Rekonstruktion – ist die Präzision ihrer Begriffe, mit denen eine rekonstruierte Theorie darzustellen ist. Unter „Präzision“ versteht man in diesem Zusammenhang die Notwendigkeit der Stringenz und Nachvollziehbarkeit verwendeter Begriffe: diese dürfen also nicht umgangssprachlich vorbelastet sein, sondern müssen eine intersubjektiv nachvollziehbare Systematik aufweisen und im Kontext der reproduzierten Theorie schlüssig und (unter Einbeziehung der Wahrheit von Prämissen) gültig sein. Konnte die rekonstruierte Theorie durch präzise Begriffe dargestellt werden, so sind die in den Texten vorkommenden Begriffe, die in anderen historischen, gesellschaftlichen und wissenschaftlichen Kontexten andere Bedeutung besaßen, anschließend in die moderne Wissenschaftssprache zu „übersetzen“, ohne dass dabei inhaltliche Bedeutungsverschiebungen entstehen.

### Konsistenz
Im Rahmen der rationalen Rekonstruktion wird unter Konsistenz diese zwischen der Rekonstruktion eines Modells und den wissenschaftlichen Aussagen verstanden. Es muss also ein rekonstruiertes Modell widerspruchsfrei in die Theorie integriert werden können.
Bezogen auf die Interpretation von Texten gilt, dass wenn einander widersprechende, rational rekonstruierte Interpretationen eines Textes möglich sind, der Grad der Adäquatheit ausschlaggebend ist. Bei zwei gleichberechtigten Interpretationsmöglichkeiten eines Textes ist die Konsistentere, gedanklich besser zusammenhängende, Interpretation zu bevorzugen. Um die Konsistenz zu erreichen, müssen Anforderungen in Bezug auf Similarität und Präzision erfüllt sein.
Hieraus ergibt sich, dass ein Text als Modell dargestellt werden muss, um anhand dessen die Relevanz historischer Ideen zu überprüfen.

## Rationale Rekonstruktion versus Direktinterpretation
Bühler zeigt, dass die Methoden der rationalen Rekonstruktion den Methoden der Direktinterpretation gegenübergestellt werden können. Die rationale Rekonstruktion und Direktinterpretation einer Theorie wird gleichermaßen mit Textstellen des untersuchten Autors konfrontiert. Die Direktinterpretation beschreibt den Versuch einer systematischen Darstellung dessen, was der Autor wirklich meinte. Im Gegensatz dazu bezeichnet die rationale Rekonstruktion, was der Autor hätte sagen wollen, wenn er gewusst hätte, was wir wissen, und wenn er in höherem Maße rational gewesen wäre, als er es tatsächlich war.
Rationale Rekonstruktionen unterscheiden sich des Weiteren von Direktinterpretationen „durch die bewusste Veränderung ihres Gegenstandes, das heißt sie heben im Unterschied zu Interpretationen die Distanz zwischen Produktion und Rezeption auf indem sie sich […] an die Stelle des rekonstruierten Gegenstands setzen.“ Charakteristisch für die Direktinterpretation ist zudem, dass Standards zu bestimmten Rationalitätsannahmen für den Einzelfall führen und diese Annahmen als revidierbare Voraussetzungen verwendet werden. Sie fungieren als widerlegliche Präsumtionen und werden angewendet, solange keine Anhaltspunkte auftauchen. Rationalitätsprinzipien spielen für die rationale Rekonstruktion hingegen eine andersartige Rolle. Sie dienen nicht dazu, deskriptive widerlegliche Annahmen zu erzeugen, sondern wirken normativ.

## Anwendungsgebiete
Die Methode der rationalen Rekonstruktion wird vor allem in der Politischen Theorie- und Ideengeschichte sowie in der Politischen Philosophie angewandt. Die häufig normativ angelegten Texte werden empirisch überprüft und bei Bedarf in Modelle übersetzt. Die Kernaussagen der historischen Texte sollen für den Leser trotz des zeitlichen Abstands verständlich und nachvollziehbar sein. Vertreter hierfür sind u. a.
- Jürgen Habermas,[20]
- Iring Fetscher für Jean-Jacques Rousseau,[21]
- Ingeborg Maus für Immanuel Kant,[22]
- Glen Newey für Thomas Hobbes.[23]